# Rij-kolomscanning
Rij-kolomscanning is een specifieke vorm van scanning om een computer te bedienen door een persoon met een ernstige handicap.
Het doel van deze vorm is om sneller tot een bepaalde keuze te kunnen komen. Dit in tegenstelling tot de meest simpele vorm van scanning: lineair scanning.